# ハマースミス・アポロ
ハマースミス・アポロ（Hammersmith Apollo）はロンドンのハマースミス・アンド・フラム・ロンドン特別区に位置するホール。1962年から1990年代初頭にかけては、ハマースミス・オデオンと改名されていた。運営はAEGプレゼンツとイベンティムUK。

## 概要
1932年に開場。ゴーモン・パレス映画館として運営されていた。1962年に再建され、現在は最大で5000名収容となっている。
1975年と1979年に行われたクイーンのクリスマスライヴを始め、1980年にはイエロー・マジック・オーケストラのワールド・ツアー「FROM TOKIO TO TOKYO」のロンドン公演の会場として使用された。また、ビートルズ、デヴィッド・ボウイ、ザ・クラッシュ、 デヴィッド・ギルモア、トム・ジョーンズ、ブルース・スプリングスティーン 、ボブ・マーリー&ザ・ウェイラーズ、ニール・ヤングなどのライヴがここで行われた。クイーンの1975年のライブ音源は、オデオン座の夜〜ハマースミス1975に収録されている。2007年に1932年製のパイプオルガンが復元された。